# Karen Holtsmark
Karen Kristine Holtsmark, född 11 november 1907 i Ås, död 7 mars 1998 i Oslo, var en norsk målare.
Karen Holtsmark var född i Ås, men tillbringade stora delar av sin uppväxt på släktgården Holtsmark i Sylling i Lier. Hennes konstnärliga talang fick här möjlighet att blomma ut där de äldre familjemedlemmarna var sysselsatta med teckning, vävning och målning. Hennes far var fysiker och modern hade en tjänst som lärare. Hon var under sin uppväxt nyfiken på det mesta och reste redan som 19-åring till Paris för att studera franska och gå i en teckningsskola. Hon studerade konst vid Statens håndverks- og kunstindustriskole i Oslo 1924–1927 och för Axel Revold vid Statens kunstakademi hösten 1927 och 1929–1930 samt för Georg Jacobsen 1936 vid samma akademi. Hon företog studieresor till Paris 1926 och 1929 samt vistades hela åren 1934, 1938 och 1946 i Paris, hon vistades i Sydfrankrike 1968, dessutom företog hon studieresor till Italien 1932, Sicilien 1951 och Sovjetunionen 1933.
Karen Holtsmark medverkade i Høstutstillingen 1930–1933 med landskap och figurmålningar som var utförda i en traditionell stil men vid en grupputställning på Kunstnerforbundet med de unge radikala målarna Bjarne Rise, Johannes Rian och Vilhelm Bjerke-Petersen hade hon anammat Revold-skolans bildspråk. Under Parisvistelsen 1934 blev hon bekant med Georg Jacobsen som senare blev hennes lärare i Oslo. Han undervisade henne i de moderna radikala strömningarna med inslag av surrealismen som då rådde i europeisk konst. Perioden 1934–1935 målade hon en rad bilder som var influerade av surrealismen, bland annat Petrouchka 1934 med kubistiska inslag, Stravinskyfantasi 1934 och Skogbrann 1935 med starkt suggestivt linjespel.
Karen Holtsmark fick sitt stora genombrott som modernist 1935 då hon medverkade i den stora Kubisme-surrealisme-utställningen i Köpenhamn 1935 och hennes medverkan i en utställning på Kunstnerforbundet i Oslo 1935 med experimentell konst väckte en intensiv debatt om surrealismens plats i den moderna konsten. Aftenpostens konstkritiker Leif Østby uppmanade henne att gå surrealismens eller den traditionella konstens väg, som modernist valde hon att följa båda sidorna av konsten. I den danska konsttidningen Konkretion skrev hon 1935:
| ” | «Vi vil skape våre billeder i de former vi har i oss selv, ikke i de gjengse kjente former som fortidens malere har skapt. Da vil hver form og hver linje leve sitt eget liv og gi oss budskap om noe som vi ellers ikke vilde ha anelse om». | „ |

År 1936 utförde hon målningarna De kommer och Rustningskonjunktur i sin experimentella stil men från 1937 kan man se att hon blivit starkt präglad av Jacobsens stil. Hon medverkade i utställningen Surrealismen i Norden som visades i Lund 1937. Vid en utställning på Kunstnerforbundet 1947 visade hon upp en serie målningar i en helt annorlunda karaktär eftersom hon under krigsåren återknöt kontakten till den norska naturen och landskapet. Hon kom att bli en uppskattad landskapsmålare där hon hämtade sina motiv från Rondane, Røros-trakten, Gudbrandsdalen och den långa norska kustlinjen. Hösten 1969 medverkade hon i sin sista större utställning med norska och sydfranska motiv utförda i akvarell, hon var därefter mycket sparsam med medverkan i utställningar. Förutom landskapsbilder består hennes stafflikonst av blomsterstilleben, interiörer och porträtt utförda i olja eller akvarell. Tillsammans med Else Hagen och Nils Flakstad segrade hon i utsmyckningstävlingen för Stortinget 1959. Hennes förslag Solens gang vävdes som en gobeläng av Else Halling och invigdes i Stortinget 1965. Holtsmark är representerad vid bland annat Nasjonalgalleriet, Riksgalleriet, Bergens Billedgalleri och Lillehammer Bys Malerisamling. Hon avslutade sitt konstnärskap runt 1970, men fortsatte sitt arbete som politisk aktivist. Hon var bland annat frivillig som distributör av tidningen Klassekampen fram till 1977. En minnesutställning med hennes konst visades på Haugar Vestfold Kunstmuseum 1999.

## Familj
Karen Holtsmark var dotter till Gabriel Gabrielsen Holtsmark och Margrethe Weisse samt från 1935 gift med Haakon Ragnvald Brækken (född 1902). Hon var syster till Anne Holtsmark, Bernt Holtsmark, Johan Peter Holtsmark och Marie Holtsmark samt barnbarn till Johan Peter Weisse och brorsdotter till Bernt Holtsmark (1859–1941).